# Nana (football)
Pour les articles homonymes, voir Nana.
Emanuel Fernando Matola, plus connu sous le nom de Nana (né le 11 septembre 1967 au Mozambique portugais) est un joueur de football international mozambicain, qui évoluait au poste de milieu de terrain.

## Biographie

### Carrière en sélection
Avec l'équipe du Mozambique, il joue entre 1996 et 1999. 
Il figure dans le groupe des sélectionnés lors des CAN de 1996 et de 1998, où son équipe est éliminée à chaque fois au premier tour.
Il joue également six matchs comptant pour les tours préliminaires de la coupe du monde, lors des éditions 1994 et 1998.